# Igor Engonga
Igor Engonga Noval (Santander, 4 de enero de 1995) es un futbolista hispano-ecuatoguineano que juega de defensa central. Ha pasado la mayor parte de su carrera de clubes en España, pero también ha militado en equipos de Grecia y Guinea Ecuatorial. Nacido y criado en España de padre hispano-ecuatoguineano y madre española, ha sido  internacional con la selección de Guinea Ecuatorial.

## Vida personal
Aunque nació en España, debido a la emigración de su abuelo paterno (natural de Bisabat, Guinea Ecuatorial), tiene la doble nacionalidad ecuatoguineana y española. Tanto su abuelo paterno Vicente como su padre Óscar y sus tres tíos (Vicente, Julio y Rafael) fueron futbolistas, siendo su tío Vicente el más prominente de ellos. Su primo Joshua (hijo de Julio) también práctica este deporte de manera federada.

## Trayectoria
Se trata de un centrocampista formado en los clubes Amistad, Reocín, Racing de Santander y Gimnástica de Torrelavega.
Fue precisamente en la Gimnástica donde a la edad de 18 años debutó en Segunda División B en las últimas jornadas de la temporada 2012/13. Desde entonces y hasta diciembre de 2013, Igor Engonga se erigió como uno de los grandes talentos producidos en los últimos años por la cantera blanquiazul, disputando un total de 14 encuentros y marcando 3 goles. 
La madurez demostrada como futbolista pese a su corta edad y su enorme calidad llamaron la atención del Celta de Vigo quién lo fichó en enero de 2014 para que juegue con el equipo juvenil el resto de la temporada. En julio de ese año, el Celta lo cedió al Club Deportivo Tropezón. Regresó de su cesión para hacer parte del Celta B, pero rescindió a las pocas semanas y fichó con el Club Portugalete. Allí disputó la temporada 2015/2016, pero el equipo terminó descendiendo a Tercera División. En julio de 2016, pasó a las filas del Almería B. Allí, consiguió disputar el playoff de ascenso a Segunda División B pero en el primer partido eliminatorio, en mayo de 2017, sufrió una rotura en el ligamento cruzado anterior de la rodilla derecha, que lo mantiene fuera de los terrenos de juego por los siguientes seis meses.
El 23 de septiembre de 2020, firma por el Futuro Kings FC de la Primera División de Guinea Ecuatorial.

## Selección nacional
En junio de 2011, Igor Engonga ha jugado con la selección sub-16 Guinea Ecuatorial, que fue hecha en España exclusivamente para disputar un torneo de fútbol base en Gerona. En esta competencia fue usado como mediocentro y fue compañero de su primo Joshua.
Ha sido citado por la selección ecuatoguineana absoluta por primera vez en noviembre de 2013 para disputar un partido amistoso contra España en el Estadio de Malabo, pero no fue utilizado por el entonces seleccionador Andoni Goikoetxea que lo dejó en la banca todo el partido.
En enero de 2015, volvió a ser convocado por la mayor de Guinea Ecuatorial, en esta ocasión bajo la dirección técnica de Esteban Becker y en razón de la Copa Africana de Naciones 2015, en la que no disputó ninguno de los seis partidos ya que era considerado como variante para la defensa central. Debutó el 26 de marzo de ese año en un amistoso contra Egipto, que concluyó en derrota (0:2).

## Clubes
| Club                    | País              | Año       |
| ----------------------- | ----------------- | --------- |
| R. C. Celta de Vigo B   | España            | 2014-2015 |
| C. D. Tropezón (cedido) | España            | 2014-2015 |
| Club Portugalete        | España            | 2015-2016 |
| U. D. Almería B         | España            | 2016-2019 |
| Doxa Drama F. C.        | Grecia            | 2019-2020 |
| Futuro Kings FC         | Guinea Ecuatorial | 2020-2022 |